# Partido Exterior
El Partido Exterior es una clase social ficticia en la novela de George Orwell 1984, en cuya trama aparece de forma recurrente. Al margen de la ficción literaria, la idiosincrasia del Partido Exterior ha suscitado comparaciones entre este y el Partido Comunista de la Unión Soviética.

## Descripción
El Partido Exterior constituye el estrato inferior del Socing, el partido político totalitario que controla el superestado ficticio de Oceanía. En la jerarquía social de Oceanía, el Partido Exterior se encuentra por encima de la clase obrera o "proles", pero a su vez está sometido a los designios del Partido Interior, el estrato superior del Socing integrado por los altos cargos de dicho partido. Los miembros del Partido Exterior suponen entre un 18% y un 19% de la población de Oceanía. En líneas generales, el Partido Exterior representa la clase media de la sociedad de Oceanía: los burócratas que se encargan de la mayor parte del trabajo en el gobierno del país y en sus cuatro ministerios. Sus afiliados visten un característico mono azul, que los identifica como tales.
Winston Smith, el protagonista de la novela, es miembro del Partido Exterior, al igual que muchos otros personajes de la obra. Sin embargo, Winston se diferencia de sus compañeros de partido por sus interacciones con algunos proles, hacia quienes los miembros del Socing suelen sentir asco y desprecio.
Respecto a sus condiciones de vida, los miembros del Partido Exterior carecen tanto de la relativa libertad personal y de los placeres sencillos de los proles, como del lujoso estilo de vida y de los privilegios que poseen los integrantes del Partido Interior (mejor alimentación, dulces, servicio doméstico o vehículos a motor de uso privado, entre otros). Por añadidura, están sujetos a una vigilancia constante e ininterrumpida, al contrario que los proles (considerados irrelevantes por el Socing, que los mantiene satisfechos con alcohol barato, pornografía, música y novelas de baja calidad) o el Partido Interior (cuyo lujoso estilo de vida garantiza su lealtad al Estado).
En lo tocante a bienes de consumo, los integrantes del Partido Exterior disponen de sucedáneos de los productos "lujosos" a los que el Partido Interior tiene acceso: beben "Ginebra de la Victoria" en vez de vino, utilizan sacarina en lugar de azúcar, y se alimentan con comida de mala calidad. Asimismo, fuman "Cigarrillos de la Victoria", que tienden a deshacerse si no se sujetan firmemente entre los dedos. No obstante, los miembros del Partido Exterior pueden adquirir bienes de consumo de buena calidad (chocolate, tabaco, vino, azúcar, etc) en el mercado negro, el cual funciona mediante la reventa de productos "de lujo" robados al Partido Interior. También se ven obligados a comprar ciertos productos básicos (como por ejemplo cuchillas de afeitar y cordones de zapatos) en las tiendas que abastecen a los proles, o bien en el mercado negro anteriormente mencionado.

## Similitudes con el PCUS
Según Dmitriy Gershenson y Herschel Grossman, es posible apreciar algunas similitudes entre los miembros del Partido Exterior y las bases del Partido Comunista de la Unión Soviética. Concretamente, los primeros tienen un nivel de vida inferior al de los integrantes del Partido Interior, pero también superior al de los proles, de la misma forma que los segundos vivían en condiciones mucho peores que las de la nomenklatura soviética, si bien gozaban de privilegios que no se les concedían a los no afiliados al PCUS.